# Mangüeiro (La Coruña)
Mangüeiro o Mangueiro (llamada oficialmente San Tomé de Mangoeiro) es una parroquia y un lugar español del municipio de Toques, en la provincia de La Coruña, Galicia.

## Otra denominación
La parroquia también se denomina Santo Tomé de Mangüeiro.

## Entidades de población
Entidades de población que forman parte de la parroquia:
- Campo (O Campo)
- Eirixe
- Mangüeiro (Mangoeiro)
- Piñeiro

## Demografía

### Parroquia
| Gráfica de evolución demográfica de Mangüeiro (parroquia) entre 2000 y 2019 |
|                                                                             |
| Datos según el nomenclátor publicado por el INE.                            |

### Lugar
| Gráfica de evolución demográfica de Mangüeiro (lugar) entre 2000 y 2019 |
|                                                                         |
| Datos según el nomenclátor publicado por el INE.                        |